# Odontopeltis balzanii
Odontopeltis balzanii är en mångfotingart som beskrevs av Filippo Silvestri. Odontopeltis balzanii ingår i släktet Odontopeltis och familjen Chelodesmidae. Inga underarter finns listade i Catalogue of Life.